# Distretto di Ocros (Ayacucho)
Il distretto di Ocros è uno dei quindici distretti della provincia di Huamanga, in Perù. Si trova nella regione di Ayacucho e si estende su una superficie di 194,67 chilometri quadrati.

Istituito il 15 luglio 1936, ha per capitale la città di Ocros; nel censimento del 2005 contava 5.853 abitanti.